# Mendeleyevsky (distrito)
Mendeleyevsky é um distrito do Tartaristão, uma das repúblicas da Rússia.